# Flandern-Rundfahrt 1986
Die Flandern-Rundfahrt 1986 war die 70. Austragung der Flandern-Rundfahrt, eines eintägigen Straßenradrennens. Es wurde am 6. April 1986 über eine Distanz von 275 km ausgetragen.
Das Rennen wurde von Adrie van der Poel vor Sean Kelly und Jean-Philippe Vandenbrande gewonnen.

## Teilnehmende Mannschaften
| Peugeot-Shell TeVe Blad-Eddy Merckx 7 Eleven-Hoonved | Fangio-Lois Kwantum Hallen-Yoko Atala-Ofmega | Transvemij-Van Schilt Roland-Van de Ven Vini Ricordi-Pinarello-Sidermec | Panasonic-Merchkx-Agu Système U Carrera-Inoxpran | Skala-Skil Lotto-Emerxil-Merckx La Vie claire-Radar | Hitachi-Marc Kas Supermercati Brianzoli-Essebi |

## Ergebnis
| Rang | Fahrer                     | Team                  | Zeit       |
| ---- | -------------------------- | --------------------- | ---------- |
| 1    | Adri van der Poel          | Kwantum–Decosol–Yoko  | 7h 10' 50" |
| 2    | Sean Kelly                 | Kas                   | + 0"       |
| 3    | Jean-Philippe Vandenbrande | Hitachi-Marc-Splendor | + 0"       |
| 4    | Steve Bauer                | La Vie Claire-Radar   | + 0"       |
| 5    | Ronny Van Holen            | Lotto-Emerxil-Merckx  | + 30"      |
| 6    | Alfons De Wolf             | Skala-Skil            | + 30"      |
| 7    | Bruno Leali                | Carrera-Inoxpran      | + 30"      |
| 8    | Claude Criquielion         | Hitachi-Marc-Splendor | + 30"      |
| 9    | Yvon Madiot                | Système U             | + 30"      |
| 10   | Eric Vanderaerden          | Panasonic             | + 1' 00"   |